# CNRS Éditions
CNRS Éditions est une maison d'édition spécialisée dans la « recherche française et européenne, qu'elle provienne des laboratoires, des universités ou des centres d'excellence »,.
Elle comporte différentes collections thématiques.